# Église Saint-Martin de Sienne
Pour les articles homonymes, voir Église Saint-Martin.
L'église Saint-Martin est une église située dans la ville de Sienne en Toscane.

## Historique
Connue depuis le XIIe siècle, elle fut agrandie et rénovée au XVIe siècle, sa façade terminée en 1613 et son campanile en 1738.
La contrefaçade, à l'intérieur, comporte la peinture de l'Immacolata Concezione protegge Siena durante la battaglia di Camullia de Giovanni di Lorenzo, commandée par la Commune en 1528, et la chapelle, la Circoncisione di Gesù de Guido Reni, le Martirio di San Bartolomeo datant de 1637 de Giovan Francesco Barbieri dit Le Guerchin, la Natività de Domenico Beccafumi.
Le presbytère est orné grâce au mécénat de la maison des De' Vecchi, qui avait commandité la famille siennoise de sculpteurs et graveurs des Mazzuoli : statue de San Tommaso da Villanova de Giuseppe, et avec son frère Giovanni, le monumental maître-autel.

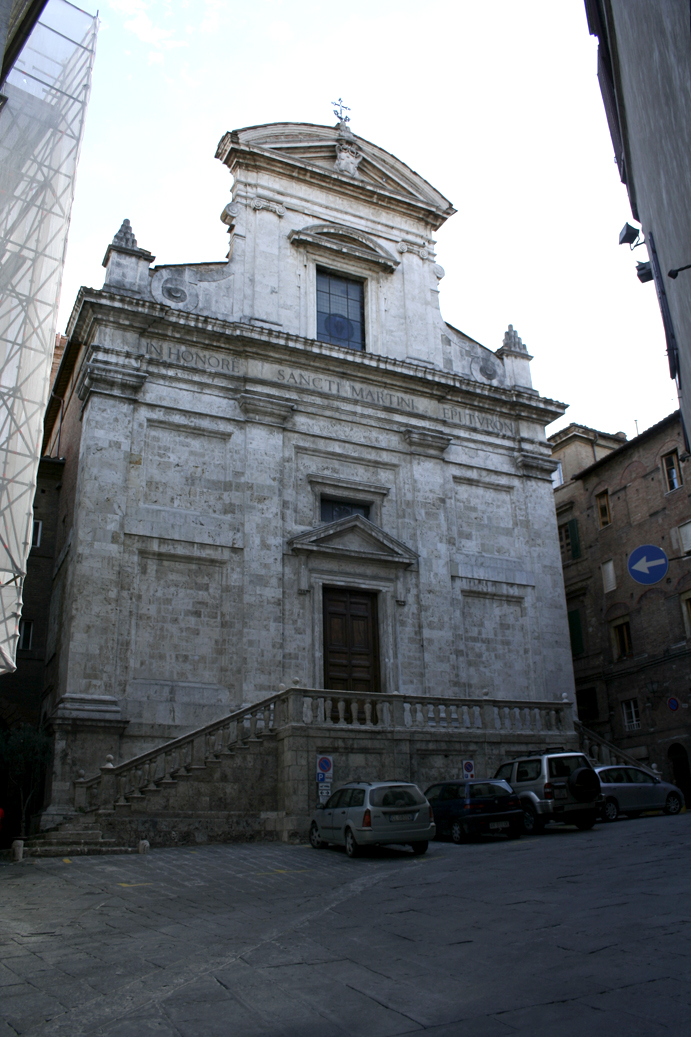
La façade
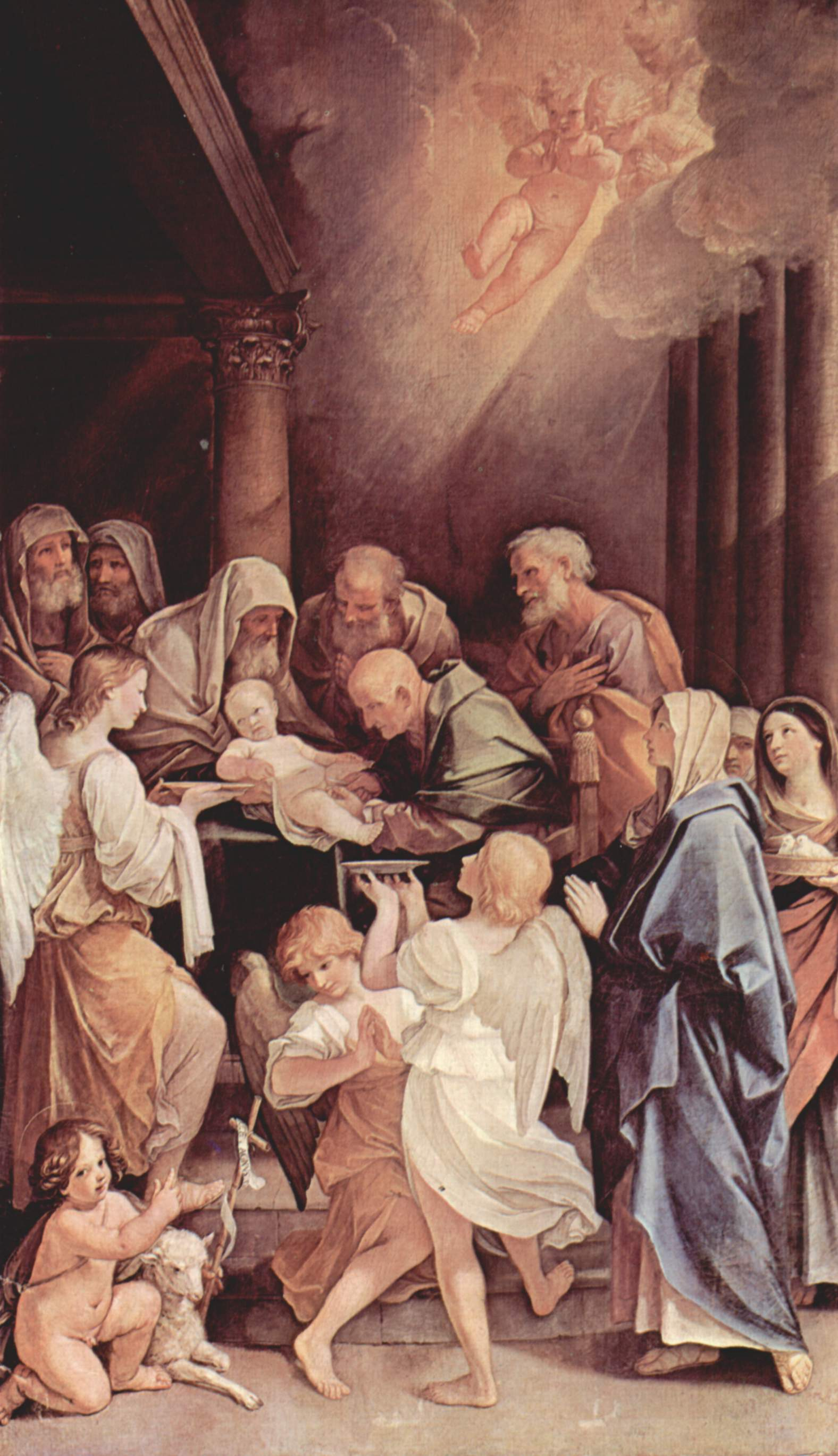
Circoncisione di Gesù de Guido Reni

## Sources
- (it) Cet article est partiellement ou en totalité issu de l’article de Wikipédia en italien intitulé « Chiesa di San Martino (Siena) » (voir la liste des auteurs).